# Doris Tesárková Oplová
Doris Tesárková Oplová (* 3. listopadu 1986 Plzeň) je česká malířka a výtvarnice na volné noze, která ve své tvorbě používá rozmanité techniky a styly. Kromě své vlastní tvorby maluje také obrazy na zakázku. 

## Biografie
Doris Tesárková Oplová pochází z Plzně. Láska k malování ji doprovází od útlého dětství. Umělecký talent zdědila po matce, která ráda malovala, ale protože nebylo v jejích možnostech stát se malířkou, živila se jako zahradnice. Otec je automechanik, proto se do obrazů Doris Tesárkové Oplové někdy dostanou technické prvky, například převodovka.
V letech 2002–2006 vystudovala užitou malbu na střední uměleckoprůmyslové škole v Praze. Od ukončení studia se živí jako malířka na volné noze prodejem originálních ručně malovaných obrazů. Nemá zcela vyhraněný jeden styl, používá různé techniky, olejomalbu, akryl nebo jejich kombinace. Kromě své vlastní tvorby maluje také obrazy na zakázku. V minulosti používala asi deset různých pseudonymů, nejčastěji Edward Wolf. S odstupem času nelituje toho, že ji nevzali na vysokou školu. Myslí si, že v praxi se toho naučila mnohem víc.
Doris Tesárková Oplová strávila zhruba 10 let v Praze, ale žila a pracovala také v Berouně, Karlových Varech a Mostě, než se s manželem usadili v Plzni. Od roku 2007 pořádá samostatné výstavy, zejména v západních Čechách.